# Senecio holubii
Senecio holubii là một loài thực vật có hoa trong họ Cúc. Loài này được Hutch. & Burtt Davy miêu tả khoa học đầu tiên.